# Olivier Massoni
Pour les articles homonymes, voir Massoni.
Olivier Massoni est un musicien français. Il travaille notamment avec des artistes comme I Muvrini et Giramondu. Compositeur, mélodiste et interprète, il a entre autres composé pour Giramondu, Tempo del Sol, Notte ou pour la télévision.

## Instruments
Piano, claviers, guitare.

## Discographie
- 1992 : I Muvrini Zenith live
- 1995 : I Muvrini Curagiu
- 1996 : I Muvrini Brecy live
- 1998 : Giramondu Ver di dumane
- 2000 : I Muvrini A strada Compilation
- 2003 : Giramondu A nostra Accolta
- 2003 : Tempo del Sol vol. 1
- 2004 : Indianism Compilation
- 2006 : Notte Aldilà
- 2008 : Tempo del Sol vol. 2